# Edmond Bernhard
Edmond Bernhard (Uccle, 21 aprile 1919 – Halle, 6 marzo 2001) è stato un regista e sceneggiatore belga.
Autore d’essai al di fuori dal sistema istituzionale e delle avanguardie, è stato realizzatore di opere che furono di ispirazione al cinema sperimentale degli anni Settanta.

## Biografia
Autore di soli cinque cortometraggi realizzati tra il 1954 e il 1972, Edmond Bernhard, autodidatta che si cimentò anche in poesia e filosofia, costituì un caso singolare nella storia del cinema belga. Infatti, pur comparendo nella lunga lista di cineasti che negli anni Cinquanta lavorarono essenzialmente su committenza, Bernhard realizzò dei film che si rivelarono estremamente sovversivi, tanto per la forma che per il contenuto, in un contesto istituzionale: le sue opere sono a tutti gli effetti dei falsi documentari, guidati, secondo l’espressione dello stesso autore, dalla “meditazione del montaggio”. Boris Lehman, famoso regista e critico cinematografico belga, arrivò a dire: «Un film di Edmond Bernhard è una cosa importante e non un oggetto di consumo o d’arte che si crea con più o meno attenzione secondo le mode in vigore». Oltre alle qualità estetiche, la forza della sua opera stette nel mostrare i rituali sociali del Belgio del dopoguerra e nel realizzare delle riflessioni poetiche sul tempo e sulla vanità delle cose. 

## Opere

### Lumière des hommes (1954)
Bernhard realizzò a 35 anni il suo primo film, Lumière des hommes (1954), a sue spese e con soggetto la messa. Il cineasta riprende con uno sguardo da etnologo la cerimonia eucaristica, tappa di routine per la maggior parte dei belgi negli anni Cinquanta, che diviene il fulcro di un'opera sperimentale che propone un'alternativa al documentario classico e una volontà di rinnovamento, attraverso il cinema, della percezione del quotidiano. Per l’uso che fa del primo piano e della dissociazione tra suono e immagine, egli porta lo spettatore a prestare attenzione alle parole meccanicamente ripetute dall’ufficio religioso e a osservare minuziosamente la tecnicità dei rituali della messa, fino a far percepire una forma di inquietudine. Lo stesso Bernhard affermò ironicamente all'uscita della pellicola: «C'è della magia nera in questo film».

### Waterloo (1957)
Per il suo secondo cortometraggio, Waterloo (1957), Bernhard propose un'alternativa al tradizionale film turistico, mostrando per la prima volta un chiaro intento derisorio nei confronti dei monumenti storici e del turismo di massa, presente anche nelle sue due opere successive. Se da un lato, infatti, egli mostra un luogo di grande importanza storica, Waterloo, soffermandosi principalmente sul museo che ne celebra la famosa battaglia, dall’altro insiste sull'indifferenza del paesaggio che avvolge quel luogo e delle persone che lo visitano: gli uccelli tra gli alberi, le nuvole in cielo, i turisti che passeggiano, ecc. Attraverso continui giochi di montaggio e suono, il cineasta volle dare un nuovo significato al monumentale, mettendolo in ridicolo.

### Belœil ou Promenade au château de Belœil (1958)
Film commissionato, Belœil ou Promenade au château de Belœil (1958) è un documentario sul famoso castello feudale che fu dimora del principe di Ligne, nella provincia dell’Hainaut. Tuttavia, come per il film precedente, Bernhard offrì una nuova soluzione al documentario turistico sui monumenti storici. Le immagini mostrano principalmente le persone che popolano il celebre sito (turisti in visita, bambini che giocano nel parco del castello, ecc.), contrappuntate dai rumori d’ambiente e dal commento di una guida locale con l’accento del paese. La dimensione sociale del luogo e la sua funzione all’interno della realtà quotidiana dei belgi interessavano al cineasta più dell’esaltazione della bellezza architettonica dell’edificio. Viene dunque proposta una continua associazione tra l’evocazione di un passato prestigioso, la sua celebrazione, e la rappresentazione del banale, dell’ordinario.

### Dimanche (1963)
Nuovo film su commissione, stavolta dal Ministero dell’Educazione, realizzato in pieno periodo di cambiamento per quanto concerne la produzione cinematografica belga degli anni Sessanta, Dimanche (1963) doveva essere una pellicola didattica riguardante il problema  del tempo libero. Bernhard, però, si allontanò dalle indicazioni del suo committente, defilandosi dal film “a tema”, tanto da dichiarare all'uscita della pellicola: «Io dovevo fare questo film. [...] Mi sono detto che forse si sarebbe potuto fare un film sulla vacuità, sul vuoto, sul vuoto in sé». Senza l'utilizzo di espressionismi o effetti di stile, dunque, filmò luoghi ordinari e ben conosciuti a Bruxelles (in primis, il Palazzo reale e il Museo di scienze naturali) e comuni attività rituali degli abitanti della città la domenica (una partita di calcio, bambini che giocano per strada, gente che passeggia per il bosco della Cambre, ecc.). A partire da questi materiali, senza il ricorso di alcun commento, il film diviene attraverso il montaggio una riflessione sul vuoto e sulla noia, con la cinepresa che isola gli esseri, mostrando l'inconsistenza degli spazi e creando un’impressione di staticità.

### Échecs (1972)
Dopo quasi un decennio di inattività, Bernhard realizzò a 53 anni il suo ultimo film, Échecs (1972), un'opera astratta che ha come soggetto gli scacchi. Si tratta, difatti, di un film d’animazione in bianco e nero della durata di 32 minuti, in cui non ci sono giocatori, ma solo 32 pedine-personaggi che si muovono autonomamente all’interno della scacchiera (le 51 mosse sono quelle di una partita del campionato del mondo). L’originalità del film sta nel tentativo di Bernhard di mostrare l’invisibile, dato che vi è un’ulteriore partita nella testa dei due avversari “fantasma”, che riflettono, calcolano, preparano la propria mossa prima di muovere le pedine, evitando, però, qualunque drammatizzazione o finzione psicologica.

## Filmografia
- Lumières des Hommes (1954)
- Waterloo (1957)
- Belœil ou Promenade au château de Belœil (1958)
- Dimanche (1963)
- Échecs (1972)